# Tina Turner
Anna Mae Bullock, més coneguda com a Tina Turner   (Brownsville i Nutbush, 26 de novembre de 1939 - Küsnacht, 24 de maig de 2023), va ser una cantant estatunidenca de rock i soul. Es va convertir en ciutadana suïssa el 2013. Començà la seva trajectòria musical el 1958 amb el seu marit, Ike Turner, amb el qual formà un famós duo, Ike & Tina Turner Revue. El 1960 havien llançat el single "A Fool in Love" que fou tot un èxit. Es va casar amb Ike Turner el 1962. A partir d'aquest moment, veiem el duo triomfant amb una sèrie d'èxits notables, com "River Deep - Mountain High" (1966), el guanyador del Grammy "Proud Mary" (1971) i "Nutbush City Limits" (1973). Dissolt el grup, inicià una carrera en solitari. Una de les artistes que ha estat al capdavant de les llistes de vendes més temps, ha venut més de 200 milions de discos arreu del món. De fet, és la solista que més entrades de concert ha venut a la història de la música. Turner, també coneguda com la Reina del Rock 'n' Roll, és reconeguda per la seva presència energètica dalt de l'escenari, la seva veu potent, així com una llarga trajectòria de més de cinc dècades dalt d'escenaris.
El seu estil s'inspira en les diverses formes de la música negra nord-americana, molt especialment en el soul i el rhythm and blues. D'entre la seva nombrosa discografia cal esmentar Proud Mary (1970) i Blues Roots (1972), amb Ike Turner; i Acid Queen (1975), Rough (1978), Break Every Rule (1988), Foreign Affair (1989), The Best (1989) i Wildest Dreams (1996) en solitari. El 1986 publicà la seva autobiografia, I, Tina: My Life Story.
Fou criada com a cristiana baptista, però el 1973 s'adherí a la branca budista Nichiren. De fet, Tina Turner ha mencionat el cant espiritual de Nam Myoho Renge Kyo com a quelcom que l'ajudà a superar moments difícils. Tina Turner es va separar d'Ike Turner el 1976, posant fi tant a la seva relació personal com a la seva col·laboració musical; la parella feu oficial el divorci el 1978. En la seva autobiografia, I, Tina: My Life Story (1986), Turner revela com el seu marit l'havia sotmès a violència domèstica.
Durant la dècada dels 1980s, Turner retornà als escenaris amb força, aquest cop com a artista en solitari. El llançament del seu single Let's Stay Together el 1983 fou seguit del llançament del seu cinquè àlbum en solitari, Private Dancer (1984), que es convertí en un èxit mundial. Turner guanyà el premi Grammy del disc de l'any pel single What's Love Got to Do with it, convertint-se alhora en el seu primer (i únic) número 1 en la llista de hits dels Estats Units. El seu èxit en solitari continuà durant les dècades de 1980 i 1990, obtenint nombrosos àlbums de platí. Alguns dels hits d'aquest període que val la pena fer menció expressa són Better Be Good to me (1984), Private Dancer (1984), We Don't Need Another Hero (Thunderdome) (1985), Typical Male (1986) i I Don't Wanna Fight (1993). El 1993 es realitzà What's Love Got to Do with It, una pel·lícula biogràfica a partir de l'autobiografia de Turner. Turner també participà com a actriu en algunes pel·lícules com ara Rock Musical Tommy (1975), Mad Max Beyond Thunderdome (1985) i Last Action Hero (1993).
Tina Turner ha guanyat 12 premis Grammy; Aquests premis inclouen vuit premis competitius, tres premis Grammy Hall of Fame i un Grammy a la seva carrera artística. Segons el rànquing de la revista Rolling Stone Tina Turner ocupa 63è en la seva llista dels 100 artistes més grans de tots els temps i el 17è en la seva llista dels 100 millors cantants de tots els temps. A més a més, Turner té la seva pròpia estrella al Passeig de la Fama de Hollywood i al Passeig de la Fama de St. Louis. Fou inclosa com a artista al Rock and Roll Hall of Fame el 1991, juntament amb Ike Turner. Finalment, el 2005 també fou reconeguda amb el Kennedy Center Honors.

## Infància
Tina Turner, nascuda Anna Mae Bullock el 26 de novembre de 1939, en una granja a Nutbush, Tennessee, fou la filla menor de Zelma Priscilla (nascuda Currie) i Floyd Richard Bullock. El seu pare treballava com a supervisor dels treballadors a la granja on vivien. De fet, ella recollí cotó amb la seva família quan era una nena. Turner participà en el documental de la cadena PBS, African American Lives 2, on es va sotmetre a una anàlisi d'ADN i, segons les estimacions del doctor Henry Louis Gates, Turner compta amb una ascendència majoritàriament afroamericana, un 33% d'ascendència europea i un 1% de nadius nord-americans. (Tot i aquestes estimacions, se sap que l'ADN no pot indicar de forma fiable l'ascendència nativa nord-americana.)
Tina Turner tenia dues germanes grans, Evelyn Juanita Currie i Ruby Alline Bullock. Encara de petites, les tres germanes foren separades quan els seus pares es van traslladar a Knoxville (Tennessee) per treballar en unes instal·lacions de defensa durant la Segona Guerra Mundial. En aquell moment Turner passà a viure amb els seus avis paterns, estrictes i religiosos, Alex i Roxanna Bullock. Ambdós eren diaques a l'Església Baptista Missionària de Woodlawn. Després de la guerra, les germanes es van reunir amb els seus pares i es traslladaren tots a Knoxville. Només dos anys després, la família tornà de nou a Nutbush, aquest cop per viure a la comunitat de Flagg Grove, on Tina Turner assistí a l'escola primària de Flagg Grove fins al vuitè grau.
De jove, Tina Turner cantava al cor de l'església Baptista de Spring Hill a Nutbush. Quan tenia 11 anys, la seva mare Zelma va marxar de casa i abandonà les  filles, buscant alliberar-se de la seva relació abusiva amb el seu marit, i es traslladà a Saint Louis el 1950. Dos anys més tard, el seu pare es va casar de nou i es traslladà a Detroit (1952). En aquell moment les tres germanes foren enviades a viure amb la seva àvia Georgeanna Currie a Brownsville (Tennessee). Turner declarà a la seva biografia, que sentia que la seva mare no l'havia estimada, que no la volia i que ja pensava deixar el seu pare quan estava embarassada d'ella. Ens dirà, literalment, que era una dona molt jove que no volia un altre fill.
D'adolescent, Tina Turner treballà com a treballadora domèstica per a la família Henderson. Ella vivia a casa dels Henderson quan se li comunicà que la seva germanastra Evelyn i les seves cosines, Margaret i Vela Evans, havien mort en un accident de cotxe. A l'institut Carver High School de Brownsville feu tant de cheerleader, com de jugadora a l'equip femení de bàsquet; i aprofità totes les opcions de socialitzar-se que se li van brindar, segons comenta ella mateixa. Quan tenia 16 anys, mor la seva àvia, i se'n va a viure amb la seva mare a St. Louis. Es graduà el 1958 a l'institut Sumner High School, començà a treballar com a ajudant d'infermera a l'Hospital Jewish-Barnes.

## Ike & Tina Turner

### Orígens 1957-1960
Tina Turner i una de les seves germanes començaren a freqüentar clubs nocturns Saint Louis i East Saint Louis. El primer cop que veié actuar Ike Turner tocava amb els Kings of Rhythm al Manhattan Club d'East Sant Louis. Tina Turner quedà impressionada pel seu talent i va voler cantar amb ells, si bé Ike Turner havia cantat molt poc amb dones. El 1957, una nit durant una pausa del grup, el bateria de Kings of Rhythm, Eugene Washington, li donà el micròfon a Tina Turner, que cantà un blues de B.B. King, You Know I Love You. En escoltar-la, Ike Turner li demanà si sabia cantar més cançons, i aquesta continuà cantant la resta de la nit, i es convertí en la vocalista del grup.
"En aquest punt de la meva vida m'hauria trobat perduda sense ell. És a dir, jo sabia fer dues coses: treballar en un hospital o cantar en el grup de n'Ike, No sabia fer res més. No coneixia ningú més. I el que volia fer era cantar." 
Durant aquest període gravà el seu primer tema en un estudi de gravació, Little Ann, que aparegué com a singles a Boxtop (1958). En aquest Tina Turner apareix mencionada com a vocalista de forma conjunta amb Ike i Carlson Oliver, membre també dels Kings of Rhythm.
El 1960, Turner va escriure A Fool in Love per al cantant Art Lassiter. Ella havia de participar en els cors amb the Artettes, el grup de coristes de Lassiter. Ell no es presentà a la gravació però Turner ja havia pagat la sessió així que ho gravaren amb ella com a veu principal. La intenció de Lassiter era fer servir aquella gravació com a demo amb la intenció d'esborrar la veu de Turner i afegir la seva al seu lloc més endavant. Dave Dixon, un disc jockey de Saint Louis, va convèncer Tina Turner per enviar una còpia a Juggy Murray, aleshores president d'un segell de rhythm and blues, Sue Records. Quan aquest escoltà el tema quedà tan impressionat que comprà els drets del tema per 25.000 dòlars. Alhora, Murray també va convèncer Ike Turner perquè modifiqués el seu show i Tina n'esdevingués l'estrella. Euest moment que, à de fer servir el seu nom vertader als escenaris, Ann, adopI tant àa com a nom artístic. Val a dir que la seva família i amics sempre ha seguit fent servir el seu nom. Es diu es van inspirar en Sheena, Queen of the Jungle, i Nyoka, the Jungle Girl, per a crear el personatge de na T. Ike Turner decidí donar-li el seu cognom al personatge de na T com a mesura de protecció. D'aquesta manera si ella decidia abandonar el grup com havia passat amb altres cantants femenines, Ike podria quedar-se amb el nom i substituir-la per una nova "Tina Turner". La seva introducció al públic com a Tina Turner es feu amb el llançament d'A Fool in Love, singles qu, esdevingué un gran èxit.

### Els primers èxits: 1960–1965

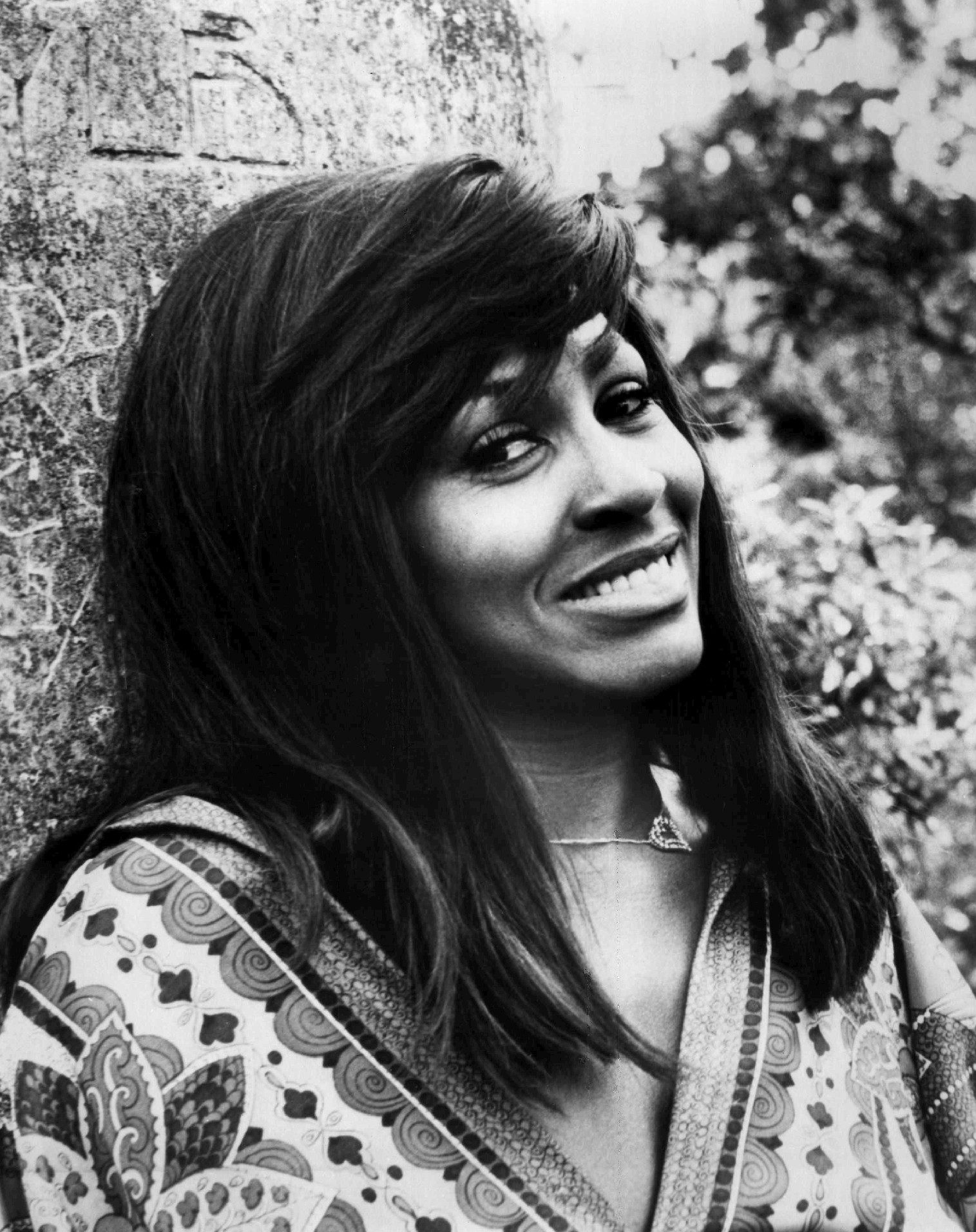
Tina Turner el 1970.

A Fool in Love fou llançat al juliol de 1960, convertint-se en un èxit instantani. Arribà a ocupar la segona posició en la llista d'èxits Hot R&B Sides i la vint-i-setena posició en el rànquing de Billboard Hot 100. El periodista Kurt Loder va descriure el tema com l'àlbum més negre que ha tingut èxit en les llistes de pop blanc des del tema gospel What'd I Say d'en Ray Charles de l'estiu anterior.
Després del llançament de A Fool in Love, crearen the Ike & Tina Turner Revue, que incloïa la resta de membres dels Kings of Rhythm i un grup de coristes, the Ikettes, que feien de suport a na Tina. Ike va romandre en un segon pla com a líder del nou grup, sotmetent-los a un rigorós calendari, tocant noranta dies seguits per tota la geografia dels EUA.
Entre 1963 i 1965 la banda estigué de gira constantment, llançant nous singles amb un èxit moderat. La primera vegada que Tina Turner apareix als crèdits d'un tema com a artista en solitari fou amb Too Many Ties That Bind/We Need an Understanding. Aquest tema va ser llançat el 1964 des de Sonja Records, un segell que pertanyia a n'Ike Turner. Un altre single amb força repercussió signat pel duo d'Ike i Tina fou You Can't Miss Nothing That You Never Had, que arribà a la vint-i-novena posició del Billboard R&B chart. Després del seu contracte amb Sue Records, el duo en signà amb més de deu discogràfiques durant la dècada següent, algunes foren: Kent, Cenco, Tangerine, Pompeii, A&M, i Minit. El 1964, signaren amb Loma Records, aleshores una companyia depenent de Warner Bros. Records, que la portava en Bob Krasnow. Krasnow es convertí en el seu manager poc després que abandonessin Sue Records. Amb el segell de Warner Bros. van aconseguir arribar a la vuitena posició amb el disc Live! The Ike & Tina Turner Show a la llista de Hot R&B LPs el febrer de 1965.
La fama de Tina a escala individual augmentà ja que, a més a més, feu aparicions en programes de gran difusió com ara American Bandstand o Shindig! Encara el mateix 1965, Phil Spector assistí a un concert del duo al club Sunset Strip, I els convidà a fer una aparició a la pel·lícula The Big T.N.T. Show.

### Fama internacional: 1966–1975
Impressionat per l'actuació del duo a The Big T.N.T. Show, Phil Spector tenia moltes ganes de poder produir algun treball de na Tina. D'aquesta manera, Spector li oferí a n'Ike 20.000 dòlars per avançat per tenir el control creatiu de les sessions de gravació. Tina gravà el hit River Deep – Mountain High que fou llançat el 1966 amb el segell d'en Phil Spector, Philles Records. Spector considerà aquell disc com el millor dels seus treballs, on Tina Turner exhibia una gran energia, especialment al tema Wall of Sound. Fou un tema molt reeixit a nivell internacional, arribant a la tercera posició del rànquing britànic de singles, però als Estats Units no superà mai la vuitanta vuitena posició del rànquing. Les grans repercussions del disc al Regne Unit no es feren esperar per al duo d'Ike i Tina, participant a la gira britànica dels Rolling Stones l'hivern de 1966.
El duo signà amb la discogràfica Blue Thumb Records el 1968, llançant el disc Outta Season l'any següent (1969). L'èxit dels propers discos els portà a Las Vegas, on els shows comptaven amb celebritats força variades com ara David Bowie, Sly Stone, Janis Joplin, Cher, James Brown, Ray Charles, Elton John, i Elvis Presley.

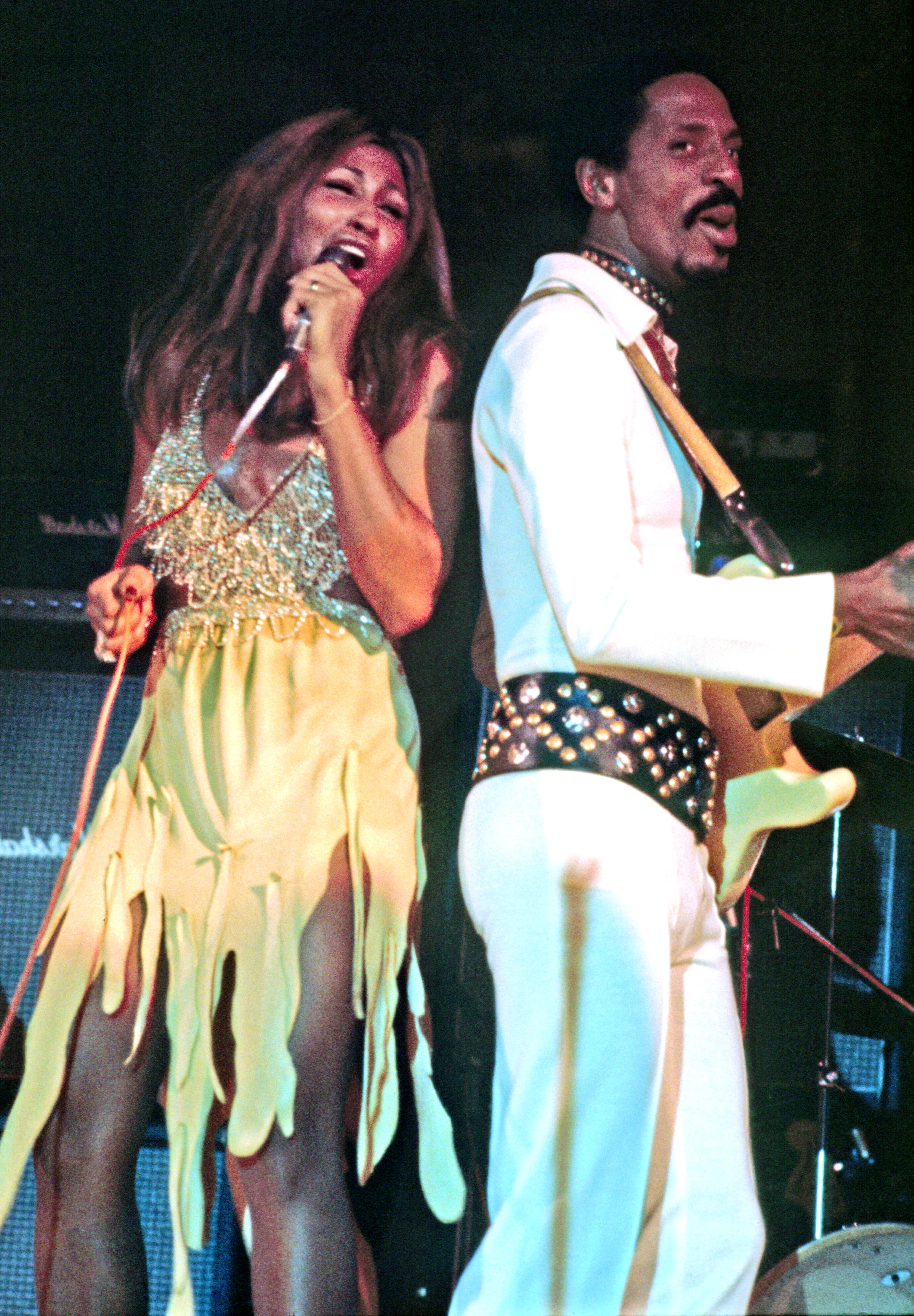
Ike & Tina Turner en una actuació a Hamburg, Alemanya, el 1972

L'hivern de 1969 Ike i Tina incrementaren la seva popularitat als Estats Units participant en l'inici de la gira pel país dels Rolling Stones. Aquesta fita fou seguida per la seva aparició en shows televisius com ara The Ed Sullivan Show, Playboy After Dark, i The Andy Williams Show. El duo llançà dos nous discos el mateix 1970, Come Together i Workin' Together. La seva versió de I Want to Take You Higher els va merèixer la trenta-quatrena posició al rànquing del Hot 100 mentre que la versió original feta per Sly and the Family Stone havia arribat com a màxim quatre posicions per sota de la nova versió. Aquests dos àlbums foren un punt d'inflexió musical ja que, a partir d'ara, veurem com a més a més dels seus habituals ritmes R&B, el seu repertori comença a incorporar balades rock, com ara Come Together, Honky Tonk Woman i Get Back.
A principis de 1971, la seva versió de Proud Mary, cançó original dels Creedence Clearwater Revival es convertí en el seu tema més famós. El hit arribà a la quarta posició en el rànquing de singles the Hot 100, venent més d'un milió de còpies i guanyaren un Grammy. Encara el mateix 1971, el seu disc en directe, What You Hear Is What You Get, gravat a la mítica sala Carnegie Hall, fou el seu primer disc d'or. En aquesta època, Tina Turner començà a escriure més cançons. L'àlbum Feel Good (1972), per exemple, té deu temes dels que Tina Turner n'és autora de nou.
El 1974, Ike i Tina llançaren dos discos que foren nominats als premis Grammy. Tina feu el seu primer àlbum en solitari, Tina Turns the Country On!, valent-li una nominació a la millor artista femenina d'R&B. Aquell any Tina viatjà a Londres on participà en la filmació d'un musical rock, Tommy, on interpretà una prostituta drogadicta, Acid Queen, que es guanyà la crítica. Poc més tard aparegué al programa televisiu especial d'Ann-Margret. Quan s'estrenà Tommy Tina publicà un nou àlbum en solitari, Acid Queen (1975).

### La dissolució del duo: 1976
Cap a mitjan dècada dels 1970, Ike era un addicte a la cocaïna. Aquesta addicció dificultà molt la relació amb Tina. El 1976, Ike va fer plans per abandonar la discogràfica United Artists Records. Li havien ofert un contracte de 150.000 dòlars per un període de cinc anys amb Cream Records. El contracte havia de signar-se el 6 de juliol. No obstant això, l'1 de juliol, el duo volà de Los Angeles cap a Dallas, on tenien prevista una actuació al Dallas Statler Hilton. De camí tingueren una disputa que acabà sent una agressió. Just després d'arribar a l'hotel, Tina fugí, i s'amagà a casa d'uns amics. Demanà oficialment el divorci el 27 de juliol i aquest finalitzà el 29 de març de 1978. Després de la separació, United Artists publicà dos àlbums més d'estudi, Delilah's Power (1977) i Airwaves (1978), on apareix el duo als crèdits.

## Carrera en solitari

### Els inicis: 1977–1983
El 1977 Tina Turner reprèn la seva activitat, aquest cop, com a artista en solitari. Va muntar una sèrie d'espectacles a Las Vegas en un escenografia de cabaret, influït pels espectacles de cabaret que ella mateixa havia presenciat mentre havia actuat amb Ike & Tina Turner Revue. Portà aquest mateix espectacle de cabaret de gira per sales més petites en diverses ciutats dels Estats Units. Turner va obtenir més ingressos a l'aparèixer en espectacles com The Hollywood Squares, Donny and Marie, The Sonny & Cher Show i The Brady Bunch Hour. Encara durant el mateix any 1977, Turner va encapçalar la seva primera gira de concerts en solitari i decidí fer-la a Austràlia. El 1978, United Artists llançà el seu tercer àlbum en solitari, Rough, amb distribució tant a Nord-amèrica com a Europa amb EMI. Aquest àlbum, juntament amb la seva continuació, Love Explosion, no aconeseguiren gaire èxit de públic o vendes. Love Explosion es llançà el 1979 i incloïa ritmes disco, un camp no explorat fins aleshores per l'artista.
Després d'això, Turner abandonà els segells discogràfics United Artists / EMI. Bo i sense tenir un últim disc d'èxit, decidí fer una nova gira, titulada Wild Lady of Rock 'n' Roll. El manager Roger Davies accedí a treballar per Tina Turner el febrer de 1980. En aquell moment Tina gravà una versió de The Temptations, Ball of Confusion, produïda per un equip britànic BEF amb la col·laboració d'en Robert Cray que fou tota una sensació, especialment en discoteques europees (1982). Turner continuà fent actuacions i gires amb estrelles com ara Rod Stewart, the Rolling Stones o Chuck Berry. Turner gravà un videoclip per al tema Ball of Confusion que més endavant fou emès pel canal musical MTV. Aquest fet posicionà a Tina Turner com una de les primeres artistes afroamericanes a la que dedicaren espai televisiu en aquesta canal de referència.

### Ressorgiment de la seva carrera i fama: 1983 – 2000

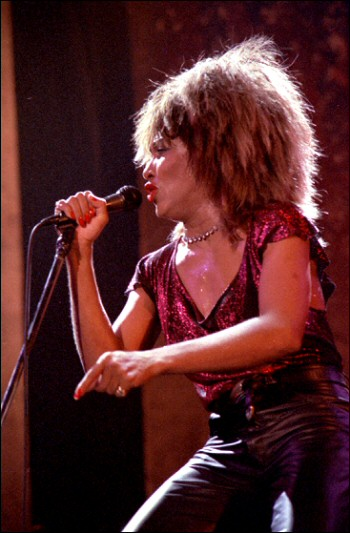
Turner cantant a Drammen, Noruega, el 1985.

Fins al 1983, Turner era considerada com una nostàlgica que tocava en salons de ball d'hotels i clubs pels Estats Units. Durant la seva etapa al club The Ritz signà un contracte amb Capitol Records. El novembre de 1983, llançà la seva versió de Let's Stay Together de n'Al Green. Aquest àlbum es va convertir en un hit, entrant en diverses llistes de vendes europees. De fet, arribà a ostentar la cinquena posició al Regne Unit. Als Estats Units el tema arribà a la vint-i-sisena posició a la llista Billboard Hot 100; formà part de les deu primeres posicions en la llista de Hot Dance Club Songs i la de Hot Black Singles.
Turner comptà amb dues setmanes per gravar Private Dancer, àlbum que fou llançat el maig de 1984. Aquest cop sí, el disc fou tot un èxit, arribant a la tercera posició de la llista Billboard 200. De fet, ha estat disc de platí en cinc ocasions als Estats Units; ha venut més de deu milions de còpies arreu del món, esdevenint el treball que ha gaudit d'una millor acollida. També aquell mateix maig de 1984, Capitol decidí llançar el segon single del disc, What's Love Got to Do with It. Aquest tema havia estat prèviament gravat pel grup de rock Bucks Fizz. Després del llançament del disc, Turner marxà de gira amb Lionel Richie actuant com a telonera.
L'1 de setembre de 1984 What's Love Got to Do with It arribà al capdamunt de la llista Billboard Hot 100. Aquest tema és la única cançó de na Tina Turner que mai ha arribat a ser número 1. Els singles que es llançaren després, Better Be Good to Me i Private Dancer també gaudiren d'una molt bona acollida. El retorn de Tina Turner culminà quan guanyà tres premis Grammy en la seva vint-i-setena edició. Fou guardonada amb el Grammy al millor disc de l'any per What's Love Got to Do with It. El febrer de 1985 inicià la seva segona gira mundial, aquesta ocasió per promocionar el seu disc Private Dancer.
L'èxit de Turner continuà en alça i decidí viatjar fins a Austràlia on participà amb l'actor Mel Gibson com a co-protagonista d'una pel·lícula postapocalíptica Mad Max i a cúpula del tro l'any 1985. Aquesta pel·lícula fou el seu primer paper com a actriu en l'última dècada i donà veu a una glamurosa Aunty Entity, la governant Bartertown. Quan s'estrenà, la crítica fou força positiva pel que fa la seva actuació. De fet, es convertí en un èxit internacional, arribant a recaptar més de 36 milions de dòlars únicament als Estats Units. El juliol de 1985, Tina Turner participà al concert benèfic Live Aid amb Mick Jagger al Philadelphia JFK Stadium. La seva actuació colpí molt als espectadors que ja que Jagger li arrencà la faldilla a Turner.
El 1986, Turner publicà el seu sisè àlbum en solitari, Break Every Rule. Aquest va vendre més d'un milió de còpies només als Estats Units. L'àlbum comprenia singles com Typical Male, Two People i What You Get Is What You See. Just abans de llançar aquest nou disc, Turner també publicà la seva biografia, I, Tina, que esedevingué un best-seller. En aquest període és també quan se li concedeix a Turner una estrella al passeig de Hollywood Walk of Fame. La gira mundial que feu per promocionar el seu disc es titulà Break Every Rule World Tour. Aquesta culminà el març de 1987 a Múnic, Alemanya, amb unes vendes sense precedents. El gener de 1988, Turner actuà davant d'uns 180.000 espectadors a l'estadi Maracanã Stadium a Rio de Janeiro, Brasil. Aquest concert li va valdre un rècord mundial, quedant inscrita al Guinness World Record com el concert de pagament d'un artista en solitari que havia reunit més públic.
El 1991, Ike & Tina Turner són inclosos com a duo al Rock and Roll Hall of Fame. Ike Turner estava empresonat aleshores i na Tina Turner no va anar a la cerimònia. El seu publicista al·legà que l'artista necessitava un descans de la seva gira europea i que se sentia emocionalment incapaç de retornar als Estats Units per a una celebració d'una manera adequada Phil Spector acceptà el premi en nom seu.
[…] Private Dancer era l'inici del meu èxit a Anglaterra Europa ha estat molt encoratjadora amb la meva música […] [Jo no sóc] tan gran com Madonna [als Estats Units]. Sóc tan famosa com Madonna a Europa. Sóc tan coneguda en alguns llocs [a Europa], com els Rolling Stones  [sic]. 
El 1993 s'estrenà la pel·lícula What's Love Got to Do with It, de tons semi biogràfics. En el paper de Tina Turner hi trobem la nord-americana Angela Bassett i en Laurence Fishburne interpreta el paper d'Ike Turner. Ambdós actors van ésser nominats als premis Oscar per les seves interpretacions. Si bé no es va involucrar gaire en el procés de filmació, Turner participà en la banda sonora tornant a gravar de nou algunes cançons icòniques del duo, així com algun tema nou per a la pel·lícula. El single, I Don't Wanna Fight, pertanyent a la banda sonora, fou un èxit al top 10 hit.
Turner retornà a l'estudi el 1995, gravant GoldenEye, escrita per Bono i The Edge de la banda U2 per l'aleshores darrera entrega de James Bond, GoldenEye. Just abans del seu 60è aniversari, Tina Turner llançà la cançó When the Heartache Is Over al setembre de 1999. Aquest fou el primer single del seu 10è i darrer àlbum en solitari, Twenty Four Seven. L'èxit de la gira i el disc feu que la RIAA el certifiqués com a disc d'or. Aquella gira, titulada Twenty Four Seven Tour, fou la més reeixida de na Tina Turner. El juliol del 2000 en un concert a la ciutat de Zúric, Suïssa, Turner anuncià que al final de la gira es retiraria.

### Darrers anys: 2000 – actualitat

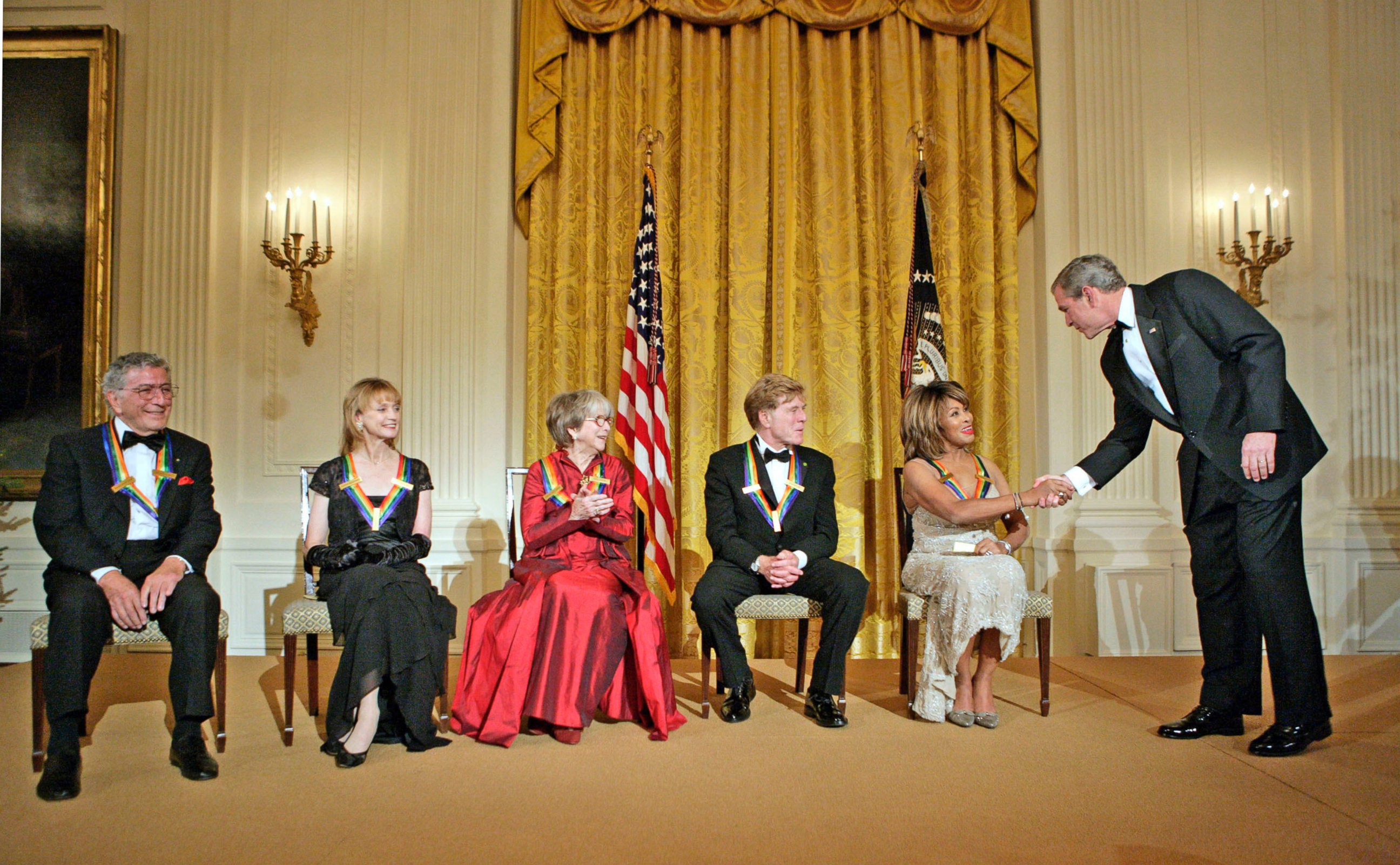
El president George W. Bush felicita Tina Turner durant la gala dels premis Kennedy Center Honorsa la Casa Blanca (4 de desembre de 2005). D'esquerra a dreta, el cantant Tony Bennett, la ballarina Suzanne Farrell, l'actriu Julie Harris, i l'actor Robert Redford.

El desembre de 2005, Turner fou reconeguda amb el premi Kennedy al John F. Kennedy Center for the Performing Arts de la ciutat de Washington DC; en la mateixa cerimònia foren també premiades les trajectòries d'altres artistes de renom.
Turner feu un retorn el febrer de 2008 per la cerimònia dels premis Grammy on actuà conjuntament amb Beyoncé. A més a més, també se li concedí un Grammy com a artista destacada per River: The Joni Letters. A l'octubre del mateix 2008, Turner inicià la seva primera gira en prop de deu anys, titulada Tina!: 50th Anniversary Tour. Com a complement a la gira, Turner llançà un recopilatori dels seus grans èxits. La gira resultà tot un èxit de públic i el 2009, amb setanta anys, decidí deixar de fer actuacions en directe.
L'abril de 2010, en gran part com a conseqüència d'una campanya online dels fans dels Rangers Football Club, el tema The Best (1989) de Tina Turner retornà a la llista d'èxits del Regne Unit, arribant a la novena posició. Aquest fet feu que Turner esdevingués la primera artista femenina que hagi gravat temes que apareguin en llistes de vendes del Regne Unit durant sis dècades consecutives, des dels 1960 fins als 2010. A l'abril de 2013, Turner fou la imatge de portada del número alemany de la revista Vogue. Comptava amb 73 anys en aquell moment, la persona més vella que ha estat mai portada de la icònica revista. L'any 2013, Tina i la seva actual parella Erwin Bach es van casar, i el 2016, ella va rebre un transplant de ronyó d'Erwin. La parella gaudeix actualment de la jubilació a Suïssa, on Tina es va nacionalitzar en casar-se.

## Llegat musical
Els mitjans s'han referit àmpliament a Turner com la reina del Rock and Roll (The Queen of Rock and Roll). La seva sensualitat, veu i energia dalt de l'escenari són potser els seus trets més identitaris, així com la seva dilatada carrera i les seves famoses cames. El periodista Kurt Loder ha mencionat com la veu de l'artista combina la força emocional dels grans cantants de blues amb un poder pur i innegable.

## Discografia d'Ike & Tina Turner

### Singles
- 1960: "A Fool in Love" (R&B #2, US #27)
- 1960: "I Idolize You" (R&B #5, US #82)
- 1961: "I'm Jealous" (US #117)
- 1961: "It's Gonna Work Out Fine" (R&B #2, US #14)
- 1962: "Poor Fool" (R&B #4, US #38)
- 1962: "Tra La La La La" (R&B #9, US #50)
- 1962: "You Should'a Treated Me Right" (US #89)
- 1962: "Tina's Dilema"
- 1963: "The Argument"
- 1963: "Don't Play Me Cheap"
- 1963: "If I Can't Be First"
- 1963: "You Can't Miss Nothing That You Never Had"
- 1964: "Get It - Get It"
- 1964: "I Can't Believe What You Say (For Seeing What You Do)" (US #95)
- 1964: "A Fool For A Fool"
- 1964: "Finger Poppin'"
- 1964: "Please, Please, Please"
- 1964: "Am I A Fool In Love"
- 1965: "Tell Her I'm Not Home" (R&B #33, US #108, UK #48)
- 1965: "Chicken Shack"
- 1965: "Somebody Needs You"
- 1965: "Good Bye, So Long" (R&B #32, US #107)
- 1965: "I Don't Need"
- 1965: "Two Is A Couple"
- 1965: "Stagger Lee And Billy"
- 1965: "Dear John"
- 1966: "Beauty Is Only Skin Deep"
- 1966: "Dust My Broom"
- 1966: "River Deep - Mountain High" (US #88, UK #3)
- 1966: "Two To Tango"
- 1966: "I'll Never Need More Than This"
- 1966: "A Love Like Yours (Don't Come Knocking Every Day)"
- 1966: "Save The Last Dance For Me"
- 1966: "Flee Flee Fla"
- 1967: "Shake A Tail Feather"
- 1967: "Betcha Can't Kiss Me"
- 1967: "It Sho Ain't Me"
- 1967: "Too Hot To Hold"
- 1968: "So Fine" (R&B #50, US #117)
- 1968: "I Better Get Ta Steppin'"
- 1968: "Nothing You Can Do Boy"
- 1968: "Make 'Em Wait"
- 1969: "I'm Gonna Do All I Can (To Do Right By My Man)" (R&B #46, US #98)
- 1969: "I've Been Loving You Too Long" (R&B #23, US #68)
- 1969: "With A Little Help From My Friends"
- 1969: "I Wanna Jump"
- 1969: "The Hunter" (R&B #37, US #93)
- 1970: "Bold Soul Sister" (R&B #22, US #59)
- 1970: "Come Together" (R&B #21, US #57)
- 1970: "I Want to Take You Higher" (R&B #25, US #34)
- 1970: "Workin' Together" (R&B #41, US #105)
- 1971: "Proud Mary" (R&B #5, US #4)
- 1971: "Ooh Poo Pah Doo" (R&B #31, US #60)
- 1971: "River Deep Mountain High"
- 1971: "Pick Me Up (Take Me Where Your Home Is)"
- 1971: "I'm Yours (Use Me Anyway You Wanna)" (R&B #47, US #104)
- 1972: "Up In Heah" (R&B #47, US #83)
- 1972: "Feel Good"
- 1972: "Let Me Touch Your Mind"
- 1972: "Work On Me"
- 1973: "Early One Morning" (R&B #47)
- 1973: "Nutbush City Limits" (R&B #11, US #22, UK #4)
- 1974: "Farther Along"
- 1974: "Sweet Rhode Island Red" (R&B #43, US #106)
- 1974: "Sexy Ida (Part 1)" (R&B #29, US #65)
- 1975: "Baby-Get It On" (R&B #31, US #88)
- 1977: "Delilah's Power"

### Àlbums
- 1960: The Soul of Ike and Tina Turner (Collectables)
- 1962: Dance With Ike & Tina Turner & Their Kings of Rhythm Band (Sue)
- 1962: Festival of Live Performances (United)
- 1963: Don't Play Me Cheap (Collectables)
- 1963: Dynamite (Collectables)
- 1963: It's Gonna Work Out Fine (Collectables)
- 1963: Please Please Please (Kent)
- 1964: The Ike & Tina Turner Revue Live (Kent)
- 1965: Live! The Ike & Tina Turner Show (Warner Bros.)
- 1965: Ike & Tina Show 2 (Tomato)
- 1965: Ooh Poo Pah Doo (Harmony)
- 1966: River Deep - Mountain High (Philles/A&M)
- 1966: Ike & Tina Turner and the Raelettes (Tangerine)
- 1966: Live! The Ike & Tina Turner Show (Loma)
- 1966: Live! The Ike & Tina Turner Show, Vols. 1-2
- 1969: Outta Season (Blue Thumb)
- 1969: Ike & Tina Turner in Person (Minit)
- 1969: Fantastic (Sunset)
- 1969: Get It Together (Pompeii)
- 1969: Her Man His Woman (Capitol)
- 1969: The Hunter (Blue Thumb)
- 1970: On Stage (Valiant)
- 1970: Come Together (Liberty)
- 1971: Workin' Together (One Way)
- 1971: 'Nuff Said (United Artists)
- 1971: Something's Got a Hold on Me (Harmony)
- 1971: What You Hear Is What You Get (EMI)
- 1972: Feel Good (United Artists)
- 1973: Let Me Touch Your Mind (United Artists)
- 1973: Nutbush City Limits (United Artists)
- 1973: The World of Ike and Tina Live (United Artists)
- 1974: Strange Fruit (United Artists)
- 1974: Sweet Rhode Island Red (United Artists)
- 1974: The Gospel According to Ike and Tina (United Artists)
- 1974: The Great Album
- 1975: Sixteen Great Performances (ABC)
- 1977: Delilah's Power (United Artists)

## Discografia de Tina Turner en solitari

### Àlbums
- 1973: Tina Turns the Country On
- 1975: Acid Queen #155 US
- 1978: Rough
- 1979: Love Explosion
- 1984: Private Dancer #1 (5 weeks) R&B, #3 US, #2 UK (US sales: 5 million, WW sales: 14 million)
- 1985: Mad Max: Beyond Thunderdome #47 R&B, #39 US
- 1986: Break Every Rule #7 R&B, #4 US, #2 UK (US sales: 2.7 million, WW sales: 10 million)
- 1988: Tina Live in Europe #86 US, #8 UK (US sales: 1 million)
- 1989: Foreign Affair #83 R&B, #31 US, #1 UK (US sales: 1.5 million, WW sales: 6.8 million)
- 1991: Simply the Best (compilation) #99 R&B, #113 US, #2 UK (US sales: 1.7 million, WW sales: 8 million)
- 1993: What's Love Got wo Do with It? #8 R&B, #17 US, #1 UK (US sales: 2 million, WW sales: 7 million)
- 1994: The Collected Recordings - Sixties to Nineties
- 1996: Wildest Dreams #26 R&B, #61 US, #4 UK (US Sales: 1.5 million, WW sales: 8 million)
- 1999: Twenty Four Seven #21 US, #9 UK (US sales: 1.5 million, WW sales: 4.5 million)
- 2004: All the Best #12 R&B, #2 US, #4 UK (US sales: 1.8 million)

### Singles d'èxit
- - 1975 "Whole Lotta Love" #61 R&B
  - 1975 "Acid Queen"
  - 1978 "Root Toot, Undisputable Rock & Roller"
  - 1978 "Sometimes When We Touch"
  - 1979 "Backstabbers"
  - 1982 "Ball Of Confusion"
  - 1983 "Let's Stay Together" #3 R&B, #26 US, #6 UK
  - 1984 "Help" #40 UK
  - 1984 "What's Love Got to Do with It?" #2 R&B, #1 (3 weeks) US, #2 UK
  - 1984 "Better Be Good to Me" #6 R&B, #5 US, #45 UK
  - 1984 "Private Dancer" #3 R&B, #7 US, #26 UK
  - 1985 "I Can't Stand The Rain" #57 UK
  - 1985 "Show Some Respect" #50 R&B, #37 US
  - 1985 "We Don't Need Another Hero (Thunderdome)" #3 R&B, #2 US, #3 UK
  - 1985 "One Of The Living" #41 R&B, #15 US, #55 UK
  - 1985 "It's Only Love" (amb Bryan Adams) #15 US, #29 UK
  - 1986 "Typical Male" #3 R&B, #2 US, #33 UK
  - 1986 "Two People" #18 R&B, #30 US, #43 UK
  - 1987 "What You Get Is What You See" #13 US, #30 UK
  - 1987 "Break Every Rule" #74 US, #43 UK
  - 1987 "Tearing Us Apart" (amb Eric Clapton) #56 UK
  - 1987 "Paradise Is Here"
  - 1987 "Afterglow" #5 Club
  - 1988 "Addicted To Love" #71 UK
  - 1989 "The Best" #15 US, #5 UK
  - 1989 "I Don't Wanna Lose You" #8 UK
  - 1989 "Steamy Windows" #39 US, #13 UK
  - 1990 "Look Me In The Heart" #31 UK
  - 1990 "Foreign Affair"
  - 1990 "Be Tender With Me Baby" #28 UK
  - 1990 "It Takes Two" (amb Rod Stewart) #5 UK
  - 1991 "Nutbush City Limits" #23 UK
  - 1991 "Way Of The World" #13 UK
  - 1992 "Love Thing" #29 UK
  - 1992 "I Want You Near Me" #22 UK
  - 1993 "I Don't Wanna Fight" #51 R&B, #9 US, #7 UK
  - 1993 "Disco Inferno" #12 UK
  - 1993 "Why Must We Wait Until Tonight" #103 R&B, #97 US, #16 UK
  - 1995 "GoldenEye" #89 R&B, #102 US, #10 UK
  - 1996 "Whatever You Want" #23 UK
  - 1996 "On Silent Wings" #13 UK
  - 1996 "Missing You" #84 US, #12 UK
  - 1996 "Something Beautiful Remains" #27 UK
  - 1996 "In Your Wildest Dreams" (feat. Barry White) #34 R&B, #101 US, #32 UK
  - 1998 "Cose Della Vita" (amb Eros Ramazotti)
  - 1999 "When the Heartache Is Over" #10 UK
  - 2000 "Whatever You Need" #27 UK
  - 2000 "Don't Leave Me This Way"
  - 2004 "Open Arms" #70 R&B, #25 UK

## Premis Grammy
Al llarg de la seva carrera Tina Turner ha guanyat 7 premis Grammy:
- 1971 - Millor interpretació de R&B d'un grup per Proud Mary (Ike & Tina Turner).
- 1984 - Millor enregistrament de l'any per What's Love Got To Do With It.
- 1984 - Millor interpretació pop femenina per What's Love Got To Do With It.
- 1984 - Millor interpretació rock femenina per Better Be Good To Me.
- 1985 - Millor interpretació rock femenina per One Of The Living.
- 1986 - Millor interpretació rock femenina per Back Where You Started.
- 1988 - Millor interpretació rock femenina per Tina. Live in Europe.

## Filmografia
- The Big T.N.T. Show (1966) (documental)
- It's Your Thing (1970) (documental)
- Gimme Shelter (1970) (documental)
- Vull volar (Taking Off) (1971)
- Soul to Soul (1971) (documental)
- CS Blues (1972) (documental) (sense estrenar)
- Tommy (1975)
- Sgt. Pepper's Lonely Hearts Club Band (1978) (cameo)
- Mad Max i la cúpula del tro (Mad Max Beyond Thunderdome) (1985)
- What's Love Got to Do with It? (1993) (Cameo) (veu cantant d'Angela Bassett)
- Last Action Hero (1993)
- The Goddess (2005) (posposada per la mort del productor Ismail Merchant)